# Єнісейський ВТТ
Єнісейський ВТТ (рос. ЕНИСЕЙСКИЙ ИТЛ, Упр. Енисейского ИТЛ и колоний, Енисейлаг) — виправно-трудовий табір, що діяв в структурі ГУЛАГ з 16.11.40 до 31.08.41 в м.Красноярську.

## Підпорядкування
- УНКВС по Красноярському краю ;
- ГУЛПС (промислового будівництва).

## Виконувані роботи
- будівництво сульфітно-спиртових та гідролізного Красноярського і Усть-Абаканського заводів,
- будівництво Красноярського афінажного заводу до 05.06.41,
- будівництво Канського гідролізного заводу з 19.03.41 — передано від Красноярського ВТТ.

## Чисельність з/к
- 01.01.41 — 1872,
- 01.04.41 — 2621,
- 01.07.41 — 11 839;
- 01.07.41 — 11 923,
- 01.09.41 — 11 978